# Košarka na OI 1956.
Košarka na Olimpijskim igrama u Melbourneu 1956. godine uključivala je natjecanja u samo u muškoj konkurenciji.

## Osvajači odličja
|       | Zlato | Srebro | Bronca |
| Muški | SAD Carl Cecil Cain William Marion Hougland Kenneth C. Jones William Fenton Russel James Patrick Walsh William Best Evans Burdette Eliele Haldorsson Ronald Paul Tomsic Richard James Boushka Gilbert Ford Robert Eugene Jeangerard Charles Frick Darling | SSSR Valdis Muizhniek Maigonis Valdmanis Vladimir Torban Stasis Stonkus Kasis Petkyavichus Arkadi Bochkarev Yanis Krumins Mikhail Semyonov Algirdas Lauritenas Yuri Ozerov Viktor Zubkov Mikhail Studenetsky | Urugvaj Carlos S. Blixen Ramiro Cortes Hector J. Costa Nelson R. Chelle Nelson Demarco Hector Garcia Otero Carlos Gonzales Sergio A. Matto Oscar Moglia Raul E. Mera Ariel Olascoaga Milton A. Scaron |